# Аспургиды
Аспургиды — династия царей Боспорского царства. Правили в 47 году до н. э. — первой половине I тысячелетия н. э.
- Асандр — архонт в 47—44 годах до н. э., царь в 44—17 годах до н. э. Супруга — Динамия, царица Боспора в 8 до н. э. — 1 н. э.
- Аспург — царь в 10—37 годах. Супруга — Гипепирия, царица в 37—39 годах.
- Митридат VII — царь в 39—44 годах.
- Котис I — царь в 44—69 годах. Супруга — Эвника.
- Рескупорид II — царь в 69—92 годах.
- Савромат I — царь в 92—124 годах.
- Котис II — царь в 124—132 годах.
- Реметалк I — царь в 132—154 годах.
- Савромат II — царь в 174—211 годах.
- Рескупорид III — царь в 211—228 годах.
- Котис III — царь в 228—234 годах.
- Ининтимей, 238—242
- Рескупорид V (IV), сын Инитимея, 242—267 (совместно с Фарсанзом (242/252—254))
- Хедосбий, 267—272
- Рескупорид V (IV), 272—276 (совместно с Савроматом IV (275—276) и Тейраном (276))
- Тейран, 276—278
- Хедосбий, 278—283
- Савромат IV, сын Рескупорида V (IV), 285—318 (совместно с Фофорсом (285—309) и Радамсадом (309—322))
- Рескупорид VI (V или VII), сын Савромата IV, 314—после 342
- Дуптун … (503 ?) …